# عبقرينو
عبقرينو قلاووظ، أو (بالإنجليزية: Gyro Gearloose)‏، شخصية خيالية كرتونية من شخصيات ديزني، ابتكرها كارل باركس في مايو 1952،وهو صديق لبطوط، يخترع الكثير من الآلات ولكن أغلبها لا يعمل بالشكل الذي يريده، هو صديق لـبطوط وعم دهب. يهدى عبقرينو الاختراعات لبطوط لأنه يحبه، ولكن عم دهب يجبره على أن يعطيه الاختراعات مجاناً ويرغمه على تصليحها إذا تعطلت، كما أنة يقضي معظم الوقت في تصليح الآلات للزبائن.
لدى عبقرينو مساعد صغير جداً على هيئة إنسان آلى (روبوت) على رأسه مصباح، سمي في العالم العربي (زيزو)، اسمه في اللغة الإنجليزية (Little Helper) أو المساعد الصغير.

## سيرة
عبقرينو هو المخترع العبقري في مدينة البط، على الرغم من أن اختراعاته لا تعمل أحيانًا بالطريقة التي يريدها. يتم تقديم إنتاجيته الكبيرة كعامل في جودة اختراعاته. نظرًا لأن عبقرينو يأتي دائمًا بأفكار جديدة، فإن حقيقة أن اختراعاته غالبًا ما تفتقر إلى ميزة مهمة غالبًا ما تسبب مشاكل لكل من دهب وبطوط، المعروفين بشرائهما لاختراعاته كثيرًا. يُعرف عنه أنه طيب القلب تجاه الآخرين. غالبًا ما يساعده زيزو، وهو روبوت صغير مجسم برأس مصباح كهربائي .  بالإضافة إلى المساعد الصغير، لديه أيضًا "قبعة تفكير"، قبعة على شكل مزيج من سطح وعش، يعيش بداخلها ثلاثة طيور سوداء. يساعد ارتداء قبعة التفكير هذه جيرو على اكتشاف المشكلات الصعبة بشكل خاص، لكنها لا تعمل إلا إذا كانت الطيور تعشش حاليًا في القبعة. تتضمن بعض القصص ترك الطيور لقبعة التفكير الخاصة بجيرو، مما أدى إلى عدم فعالية القبعة.
عبقرينو حليف مميز لشخصية بطوط المغايرة "سوبر بطوط".

## وصلة خارجية
- صورة لعبقرينو مع مساعده الآلي الصغير
- سيرة شخصية عبقرينو